# مالك كوكس
مالك كوكس (بالإنجليزية: Memphis Bleek) هو مغني ورابر وممثل أمريكي، ولد في 23 يونيو 1978 ببروكلين في الولايات المتحدة. بدأ مشواره المهني سنة 1996.

## وصلات خارجية
- مالك كوكس على موقع IMDb (الإنجليزية)
- مالك كوكس على موقع ميوزك برينز (الإنجليزية)
- مالك كوكس على موقع إن إن دي بي (الإنجليزية)
- مالك كوكس على موقع أول ميوزيك (الإنجليزية)
- مالك كوكس على موقع أول ميوزيك (الإنجليزية)
- مالك كوكس على موقع ديسكوغز (الإنجليزية)
- مالك كوكس على موقع ديسكوغز (الإنجليزية)
- مالك كوكس على موقع قاعدة بيانات الفيلم (الإنجليزية)